# José María Relucio
Jose María Relucio Gallego, kurz Relu, (* 9. Februar 1998 in Madrid) ist ein spanischer Fußballspieler. Der Mittelfeldspieler stand zuletzt bei Borussia Dortmund unter Vertrag.

## Karriere
Relu spielte bei Rayo Vallecano, ehe er 2012 in die Jugend von Atlético Madrid wechselte. Mit der U-19-Mannschaft von Atlético spielte er in der Saison 2016/17 in der UEFA Youth League.
Zur Saison 2017/18 wechselte er zu Deportivo Alavés, wurde jedoch direkt an den Viertligisten CF Trival Valderas verliehen. Für Trival Valderas absolvierte er in jener Saison 30 Spiele in der Tercera División, in denen er zwei Tore erzielte. Nach dem Ende der Leihe kehrte er nicht nach Alavés zurück, sondern wechselte zur B-Mannschaft des Zweitligisten AD Alcorcón.
Im März 2019 debütierte er für die Profis von Alcorcón in der Segunda División, als er am 31. Spieltag der Saison 2018/19 gegen den FC Elche in der 76. Minute für Richard Boateng Welbeck eingewechselt wurde. Bis Saisonende kam er zu vier Einsätzen für die Profis und 29 für die B-Mannschaft in der Tercera División.
Zur Saison 2019/20 wechselte Relu nach Deutschland zu Borussia Dortmund, wo er für die Regionalligamannschaft spielte. Der Spanier kam lediglich zu sechs Kurzeinsätzen, im Anschluss an die Spielzeit wurde sein noch ein Jahr gültiger Vertrag aufgelöst.